# George Botsford
George Botsford (24. února 1874 Sioux Falls – 11. února 1949 New York) byl americký skladatel ragtimů a jiných hudebních forem.

## První čtvrtstoletí života

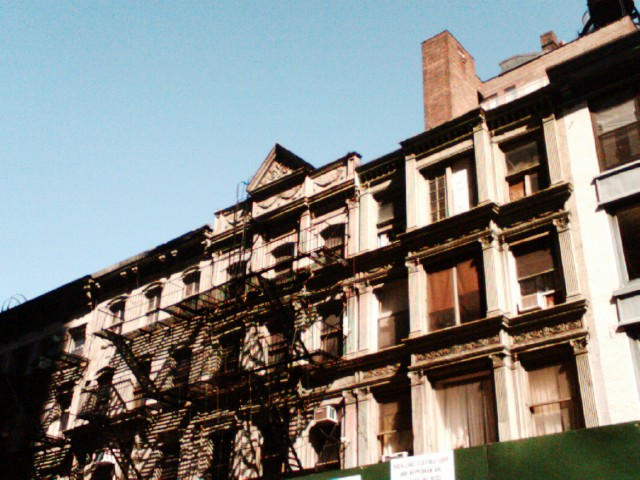
Budova na Tin Pan Alley, v které sídlilo hudební vydavatelství

Botsford se narodil v Sioux Falls v Jižní Dakotě, ale vyrostl v Clermontu v Iowě. Oženil se se zpěvačkou Dellou Mae Wilsonovou a v roce 1900 začali cestovat se společností Hoyle Stock Company. Reklama propagující Botsforda a jeho manželku jako hudebníky se objevila v New York Clipper v roce 1901, což může naznačovat, že Botsford poprvé navštívil New York.

## Kariéra
Botsfordovo první číslo chráněné autorskými právy bylo „The Katy Flyer“, vydané v roce 1899 v Centerville v Iowě. Jiná časná čísla následovala témata relaxace a široký otevřený prostor, s „Dance of the Water Nymphs“, který byl prodáván jako havajská náladová hudba, a westernovou tematikou „In Dear Old Arizona“ a „Pride of Prairie“. To se změnilo, když se Botsford přestěhoval do New Yorku, kde se připojil ke skupině skladatelů Tin Pan Alley a začal psát ragtime téměř výhradně.
Botsford zajistil svou první skladatelskou smlouvu s newyorským J. H. Remickem & Co. poté, co jim prodal „Pride of the Prairie“. Potom publikoval „Black and White Rag“, který je možná nejznámější práce jeho kariéry.
Botsford byl zakládajícím členem ASCAP v roce 1914. V letech 1914 až 1915 experimentoval s miniaturní operou, která měla být zpívána třemi nebo čtyřmi lidmi, ale myšlenka nikdy nezískala na síle.

## Pozdní život a smrt
Ve dvacátých létech Botsford velmi přestal skládat, a většinou se živil organizováním vaudevillových představení. Produkoval hrst hudebních představení pro jeviště a rádio. Jeho poslední známé veřejné vystoupení bylo v hotelu Algonquin v roce 1934. Po dlouhé kariéře zahrnující mnoho druhů hudby zemřel Botsford 1. února 1949 v New Yorku.

## Dědictví
„Black and White Rag“ se prodalo v roce 1908 více než 200 000 kopií a nakonec dosáhlo prodeje milionu prodaných kopií. Píseň byla zaznamenána četnými umělci, ale nejvíce pozoruhodně Winifred Atwellovou, jejíž nahrávka z roku 1953 se stala zlatou deskou  a byla použita jako téma dlouhodobého snookerového turnaje BBC2 „Pot Black“. Píseň byla také použita jako hudba pro videohru z roku 1985 Repton.

## Kompozice
- „The Katy Flyer“ (1899)

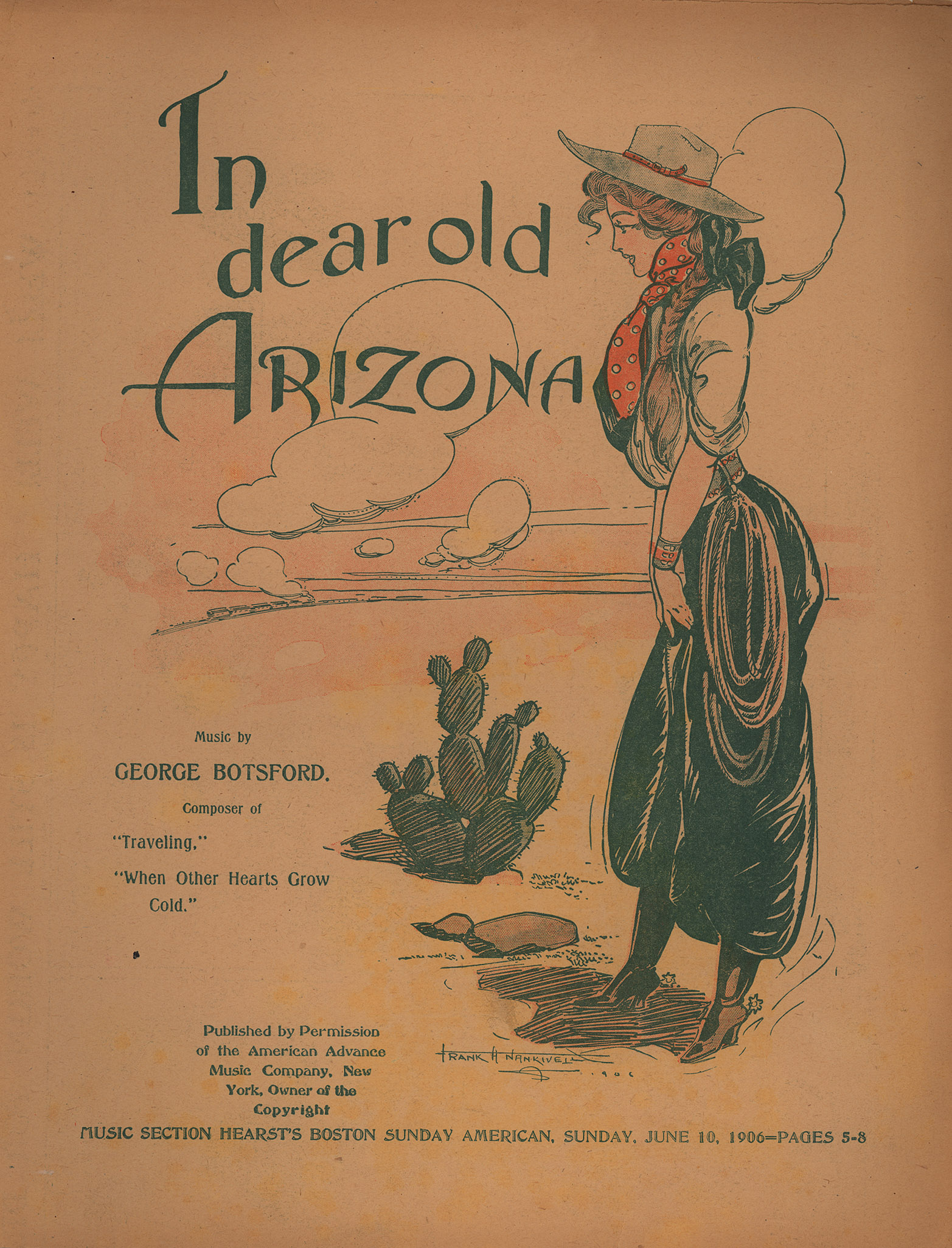
Obálka Botsfordovy „In Dear Old Arizona“, vydaná v 1906.

- „Dance of the Water Nymphs“ (1906)
- „In Dear Old Arizona“ (1906)
- „Pride of the Prairie“ (1907)
- „The Big Jubilee“ (1908)
- „Klondike Rag“ (1908)
- „Black and White Rag“ (1908)
- „Old Crow Rag“ (1909)
- „Wiggle Rag“ (1909)
- „Texas Steer Rag“ (1909)
- „Pianophiends Rag“ (1909)
- „Chatterbox Rag“ (1910)
- „Lovey-Dovey Rag“ (1910)

- „Grizzly Bear Rag“ (1910)
- „Honeysuckle Rag“ (1911)
- „Honey Girl“ (1911)
- „Hyacinth“ (1911)
- „Royal Flush“ (1911)
- „Eskimo Rag“ (1912)
- „Buck-Eye Rag“ (1913)
- „Incandescent Rag“ (1913)
- „Universal Rag“ (1913)
- „Rag, Baby Mine“ (1913)
- „Sailing Down the Chesapeake Bay“ (1913)
- „Boomerang Rag“ (1916)
- „On the Old Dominion Line“ (1916)